# Saint-Brice (Mayenne)
Saint-Brice település Franciaországban, Mayenne megyében. Lakosainak száma 524 fő (2022. január 1.). Saint-Brice Beaumont-Pied-de-Bœuf, Souvigné-sur-Sarthe, Bouère, Bouessay, Saint-Loup-du-Dorat és Sablé-sur-Sarthe községekkel határos.

## Népesség
A település népessége az elmúlt években az alábbi módon változott:
| Lakosok száma | 481  | 429  | 425  | 514  | 533  | 530  | 528  | 525  | 526  | 524  |
|               | 1968 | 1982 | 1990 | 2006 | 2013 | 2015 | 2017 | 2019 | 2020 | 2022 |